# Malatdehydrogenase

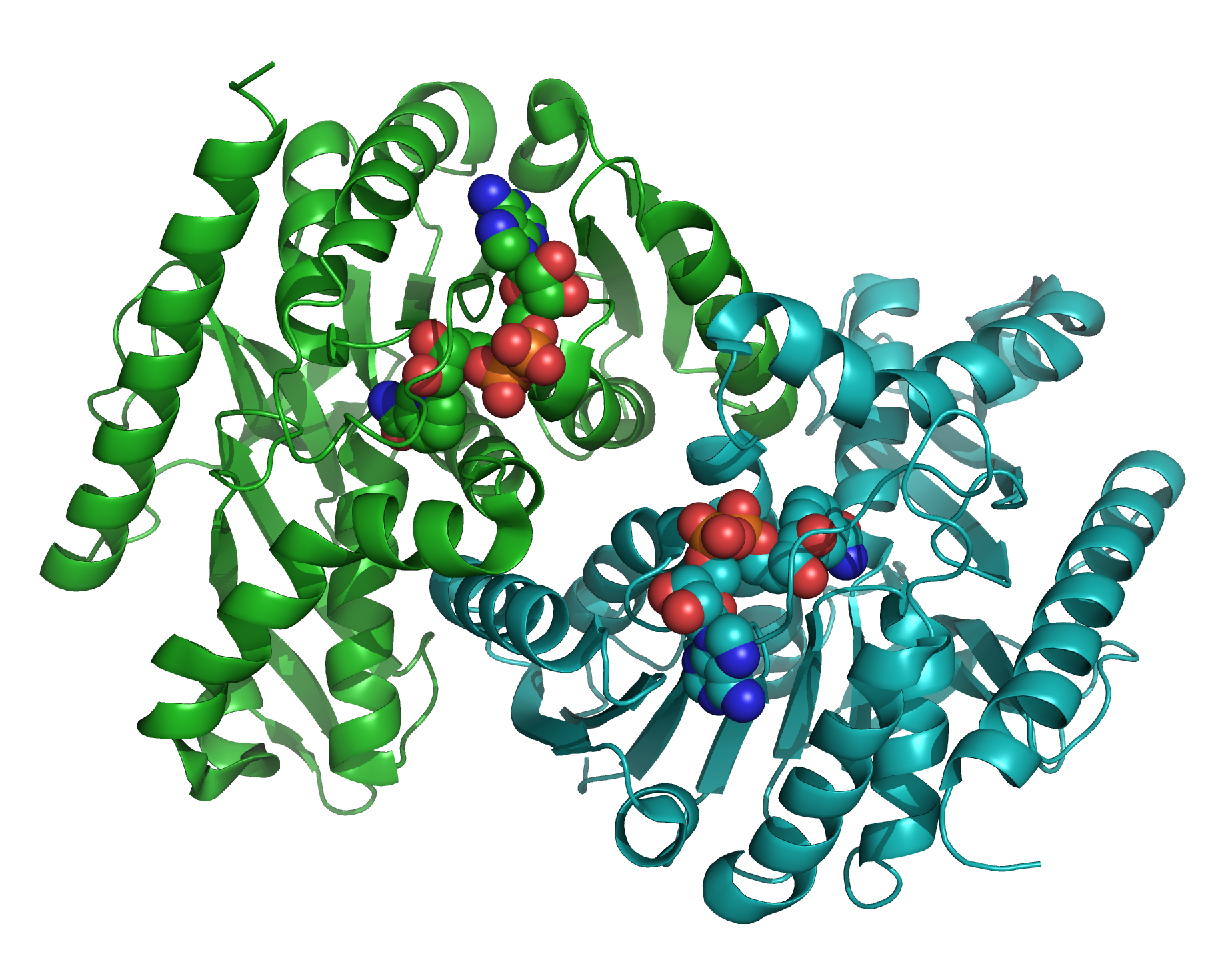
Bändermodell der MDHC vom Wildschwein (Sus scrofa), NAD als Kalotten, nach PDB.

Die Malatdehydrogenase (MDH) ist das Enzym, das die chemische Reaktion von L-Malat zu Oxalacetat katalysiert. Sie ist daher unverzichtbar in mehreren Teilen des Stoffwechsels aller aerober Lebewesen, insbesondere im Citratzyklus, im Aspartatzyklus, und beim Energietransport durch die Malat-Aspartat-Shuttle. Während Prokaryoten eine einzige Form des Enzyms besitzen, haben alle Eukaryoten zwei Isozyme, die in den Mitochondrien und im Zytoplasma lokalisiert sind (MDHM und MDHC). Pilze und Pflanzen besitzen außerdem noch eine Form in den Glyoxisomen, die am Glyoxylatzyklus beteiligt ist. Zuletzt haben Pflanzen in ihren Chloroplasten noch eine Form des Enzyms, die essentielle Aufgaben im Calvin-Zyklus und dem spezialisierteren C4-Zyklus bzw. Crassulaceen-Säurestoffwechsel übernimmt. Die MDH von Archaeen dagegen ist eng verwandt mit der Lactatdehydrogenase.

## Katalysierte Reaktion
+ NAD+  {\displaystyle \rightleftharpoons }   + NADH/H+

## Beispiele
| Name/Abk. | Lokalisierung | Übergeordnetes Taxon | ENZYM-Eintrag | UniProt-Eintrag              | Länge (Aminosäuren) |
| --------- | ------------- | -------------------- | ------------- | ---------------------------- | ------------------- |
| MDH/MDHC  | Zytoplasma    | Lebewesen            | EC 1.1.1.37   | UniProt P40925 (Mensch)      | 333                 |
| MDHM      | Mitochondrien | Eukaryoten           | EC 1.1.1.37   | UniProt P40926 (Mensch)      | 338                 |
| MDHG      | Glyoxysomen   | Pflanzen             | EC 1.1.1.37   | UniProt Q9ZP05 (Arabidopsis) | 354                 |
| MDHP      | Chloroplasten | Pflanzen             | EC 1.1.1.82   | UniProt Q9SN86 (Arabidopsis) | 403                 |
| MDH       | Zytoplasma    | Archaeen             | EC 1.1.1.37   | UniProt Q9V0D5 (Pyrococcus)  | 362                 |